# Hestina subdecorata
Hestina subdecorata är en fjärilsart som beskrevs av Hans Fruhstorfer 1903. Hestina subdecorata ingår i släktet Hestina och familjen praktfjärilar. Inga underarter finns listade i Catalogue of Life.